# Liste der Kulturdenkmale in Kölln-Reisiek
In der Liste der Kulturdenkmale in Kölln-Reisiek sind alle Kulturdenkmale der schleswig-holsteinischen Gemeinde Kölln-Reisiek (Kreis Pinneberg) und ihrer Ortsteile aufgelistet (Stand: 10. März 2025).

## Legende
In den Spalten befinden sich folgende Informationen:
- Objekt-ID: die Nummer des Kulturdenkmales
- Lage: die Adresse des Kulturdenkmales und die geographischen Koordinaten. Kartenansicht, um Koordinaten zu setzen. In der Kartenansicht sind Kulturdenkmale ohne Koordinaten mit einem roten Marker dargestellt und können in der Karte gesetzt werden. Kulturdenkmale ohne Bild sind mit einem blauen Marker gekennzeichnet, Kulturdenkmale mit Bild mit einem grünen Marker.
- Offizielle Bezeichnung: Bezeichnung des Kulturdenkmales
- Beschreibung: die Beschreibung des Kulturdenkmales
- Bild: ein Bild des Kulturdenkmales

## Bauliche Anlagen
| Objekt-ID     | Lage                                               | Offizielle Bezeichnung       | Beschreibung | Bild |
| ------------- | -------------------------------------------------- | ---------------------------- | --- | ---- |
| 2847 Wikidata | Dorfstraße 3 (53° 45′ 30″ N, 9° 43′ 1″ O)          | Haupthaus                    | Alteintragung (Aktualisierung vorgesehen) - Begründung: Alteintragung (Aktualisierung vorgesehen) - Schutzumfang: Alteintragung (Aktualisierung vorgesehen) - Denkmaltyp: Bauliche Anlage | BW   |
| 9182 Wikidata | Dorfstraße 3 (53° 45′ 30″ N, 9° 43′ 3″ O)          | Scheune                      | Alteintragung (Aktualisierung vorgesehen) - Begründung: Alteintragung (Aktualisierung vorgesehen) - Schutzumfang: Alteintragung (Aktualisierung vorgesehen) - Denkmaltyp: Bauliche Anlage | BW   |
| 10227         | Köllner Chaussee 157 (53° 45′ 21″ N, 9° 43′ 30″ O) | Wohn- und Wirtschaftsgebäude | Wohn- und Wirtschaftsgebäude; Mitte 18. Jh., Mitte 19. Jh. umgebaut; Fachhallenhaus unter reetgedecktem Satteldach mit Bogenhalbwalm und Eulenluke am Wohngiebel; im Inneren Ständerwerk des 18. Jh.; zwei Hausbäume vor Wohngiebel - Begründung: geschichtlich, städtebaulich, Kulturlandschaft prägend - Schutzumfang: Wohn- und Wirtschaftsgebäude, Hausbäume - Denkmaltyp: Bauliche Anlage | BW   |

## Ehemalige Kulturdenkmale
Bis zum Inkrafttreten der Neufassung des schleswig-holsteinischen Denkmalschutzgesetzes am 30. Januar 2015 waren in der Gemeinde Kölln-Reisiek nachfolgend aufgeführte Objekte als Kulturdenkmale gemäß §1 des alten Denkmalschutzgesetzes (DSchG SH 1996) geschützt:
| Objekt-ID | Lage                                               | Offizielle Bezeichnung | Beschreibung | Bild |
| --------- | -------------------------------------------------- | ---------------------- | ------------ | ---- |
|           | Köllner Chaussee 139 (53° 45′ 24″ N, 9° 42′ 58″ O) | Wohnhaus               |              | BW   |
|           | Köllner Chaussee 155 (53° 45′ 21″ N, 9° 43′ 20″ O) | Hallenhaus             |              | BW   |

## Quelle
- Liste der Kulturdenkmale in Schleswig-Holstein – Kreis Pinneberg (PDF)